# Two Much
Pour plus de détails, voir Fiche technique et Distribution.
Two Much ou Trop, c'est trop au Québec est un film hispano-américain réalisé par Fernando Trueba, sorti en 1995. Il s'agit du remake du film Le Jumeau réalisé par Yves Robert.

## Synopsis
Art Dodge (Antonio Banderas) a du mal à joindre les deux bouts avec sa galerie d'art. Pour survivre, il lit les nécrologies et essaye de convaincre les familles que le défunt a acheté une peinture peu avant de mourir.
Alors qu'il tente son stratagème aux funérailles du père d'un parrain de la mafia (Danny Aiello), il est mis au jour et pourchassé par ses hommes de mains. Il se cache dans une Rolls-Royce et fait ainsi la rencontre de la riche héritière Betty Kerner (Melanie Griffith), qu'il séduit. La belle tombe sous le charme et souhaite l'épouser rapidement. Art rencontre ensuite la sœur de la jeune femme, Liz (Daryl Hannah) et en tombe amoureux.
Il s'invente un jumeau, Bart, afin de poursuivre une relation avec chacune des sœurs.

## Fiche technique
- Titre : Two Much
- Titre québécois : Trop, c'est trop
- Réalisation : Fernando Trueba
- Scénario : Fernando Trueba & David Trueba, d'après le roman de Donald E. Westlake
- Musique : Michel Camilo
- Photographie : José Luis Alcaine
- Montage : Nena Bernard
- Production : Andrés Vicente Gómez & Cristina Huete
- Sociétés de production : Fernando Trueba Producciones Cinematográficas, Interscope Communications, Lolafilms, Polygram Filmed Entertainment, Sociedad General de Televisión & Touchstone Pictures
- Société de distribution : Buena Vista Pictures
- Pays :  Espagne,  États-Unis
- Langue : Anglais
- Format : Couleur - Dolby Digital - 35 mm - 2.35:1
- Genre : Comédie, Romance
- Durée : 113 min

## Distribution
- Antonio Banderas (VF : Guillaume Orsat ; VQ : Luis de Cespedes) : Art Dodge / Bart Dodge
- Melanie Griffith (VF : Dorothée Jemma ; VQ : Linda Roy) : Betty Kerner
- Daryl Hannah (VQ : Hélène Mondoux) : Liz Kerner
- Danny Aiello (VF : Jacques Frantz ; VQ : Marc Bellier) : Gene Palletto
- Joan Cusack (VQ : Élise Bertrand) : Gloria
- Eli Wallach : Sheldon Dodge
- Gabino Diego (VF : Daniel Lafourcade) : Manny
- Austin Pendleton : Dr. Huffeyer
- Vincent Schiavelli : Le sommelier
- Allan Rich : Le révérend Larrabee

## Distinctions

### Nominations
- Fotogramas de Plata
  - Meilleur acteur pour Antonio Banderas

- Prix Goya
  - Meilleur acteur pour Antonio Banderas

- Razzie Awards
  - Pire actrice pour Melanie Griffith
  - Pire actrice dans un second rôle pour Daryl Hannah